# Copa de Schleswig-Holstein
La Copa de Schleswig-Holstein (en alemán: SHFV-Pokal), llamada SHFV-LOTTO-Pokal por razones de patrocinio, es una de las 21 competiciones regionales que conforman la Copa Asociación Alemana, en la que el campeón logra la clasificación a la Copa de Alemania, el torneo de copa de fútbol más importante del país.

## Historia
La copa fue creada en 1953 y en ella no pueden participar equipos profesionales, solo los que estén de la 3. Bundesliga hacia abajo. Es de las pocas competiciones que han disputado cada una de sus temporadas sin interrupción y es organizada por la Asociación de Fútbol de Schleswig-Holstein.
Se juega bajo un formato de eliminación directa a partido único, con la ventaja de local para el equipo de categoría inferior.
La final se juega a partido único en sede neutral donde el campeón clasifica a la primera ronda de la Copa de Alemania.

## Ediciones anteriores
| Temporada | Campeón                  |
| --------- | ------------------------ |
| 1953/54   | TSV Brunsbüttelkoog      |
| 1954/55   | Itzehoer SV              |
| 1955/56   | VfB Lübeck               |
| 1956/57   | Flensburg 08             |
| 1957/58   | SV Friedrichsort         |
| 1958/59   | SV Friedrichsort         |
| 1959/60   | Frisia Husum             |
| 1960/61   | Holstein Kiel II         |
| 1961/62   | Holstein Kiel II         |
| 1962/63   | Büdelsdorfer TSV         |
| 1963/64   | Itzehoer SV              |
| 1964/65   | Borussia Kiel            |
| 1965/66   | Holstein Kiel II         |
| 1966/67   | Büdelsdorfer TSV         |
| 1967/68   | Schleswig 06             |
| 1968/69   | VfB Kiel                 |
| 1969/70   | TSV Westerland           |
| 1970/71   | Eichholzer SV            |
| 1971/72   | TSV Pansdorf             |
| 1972/73   | TSV Westerland           |
| 1973/74   | VfR Neumünster           |
| 1974/75   | Itzehoer SV              |
| 1975/76   | 1. FC Phönix Lübeck      |
| 1976/77   | Rendsburger TSV          |
| 1977/78   | Holstein Kiel            |
| 1978/79   | Heider SV                |
| 1979/80   | TSV Plön                 |
| 1980/81   | BSC Brunsbüttel          |
| 1981/82   | Heider SV                |
| 1982/83   | Holstein Kiel            |
| 1983/84   | VfL Kellinghusen         |
| 1984/85   | Itzehoer SV              |
| 1985/86   | Blau-Weiß Friedrichstadt |
| 1986/87   | VfB Lübeck               |
| 1987/88   | TuS Hoisdorf             |
| 1988/89   | TuS Hoisdorf             |
| 1989/90   | FC Kilia Kiel            |
| 1990/91   | Holstein Kiel            |
| 1991/92   | VfB Lübeck               |
| 1992/93   | Kilia Kiel               |
| 1993/94   | Holstein Kiel            |
| 1994/95   | VfB Lübeck               |
| 1995/96   | Holstein Kiel            |
| 1996/97   | TSV Pansdorf             |
| 1997/98   | VfB Lübeck               |
| 1998/99   | VfB Lübeck               |
| 1999/2000 | VfB Lübeck               |
| 2000/01   | VfB Lübeck               |
| 2001/02   | Holstein Kiel            |
| 2002/03   | Holstein Kiel            |
| 2003/04   | VfR Neumünster           |
| 2004/05   | Holstein Kiel            |
| 2005/06   | VfB Lübeck               |
| 2006/07   | Holstein Kiel            |
| 2007/08   | Holstein Kiel            |
| 2008/09   | VfB Lübeck               |
| 2009/10   | VfB Lübeck               |
| 2010/11   | Holstein Kiel            |
| 2011/12   | VfB Lübeck               |
| 2012/13   | VfR Neumünster           |
| 2013/14   | Holstein Kiel            |
| 2014/15   | VfB Lübeck               |
| 2015/16   | VfB Lübeck               |
| 2016/17   | Holstein Kiel            |
| 2017/18   | SC Weiche Flensburg 08   |
| 2018/19   | VfB Lübeck               |
| 2019/20   | SV Todesfelde            |
| 2020/21   |                          |

## Títulos por equipo
| Club                     | Títulos | Años                                                                                     |
| VfB Lübeck               | 15      | 1956, 1987, 1992, 1995, 1998, 1999, 2000, 2001, 2006, 2009, 2010, 2012, 2015, 2016, 2019 |
| Holstein Kiel            | 13      | 1978, 1983, 1991, 1994, 1996, 2002, 2003, 2005, 2007, 2008, 2011, 2014, 2017             |
| Itzehoer SV              | 4       | 1955, 1964, 1975, 1985                                                                   |
| Holstein Kiel II         | 3       | 1961, 1962, 1966                                                                         |
| VfR Neumünster           | 3       | 1974, 2004, 2013                                                                         |
| Weiche Flensburg         | 2       | 1957, 2018                                                                               |
| TSV Pansdorf             | 2       | 1972, 1997                                                                               |
| FC Kilia Kiel            | 2       | 1990, 1993                                                                               |
| TuS Hoisdorf             | 2       | 1988, 1989                                                                               |
| Heider SV                | 2       | 1979, 1982                                                                               |
| TSV Westerland           | 2       | 1970, 1973                                                                               |
| Büdelsdorfer TSV         | 2       | 1963, 1967                                                                               |
| SV Friedrichsort         | 2       | 1958, 1959                                                                               |
| Blau-Weiß Friedrichstadt | 1       | 1986                                                                                     |
| VfL Kellinghusen         | 1       | 1984                                                                                     |
| BSC Brunsbüttel          | 1       | 1981                                                                                     |
| TSV Plön                 | 1       | 1980                                                                                     |
| Rendsburger TSV          | 1       | 1977                                                                                     |
| Phönix Lübeck            | 1       | 1976                                                                                     |
| Eichholzer SV            | 1       | 1971                                                                                     |
| VfB Kiel                 | 1       | 1969                                                                                     |
| Schleswig 06             | 1       | 1968                                                                                     |
| Borussia Kiel            | 1       | 1965                                                                                     |
| Frisia Husum             | 1       | 1960                                                                                     |
| TSV Brunsbüttelkoog      | 1       | 1954                                                                                     |
| SV Todesfelde            | 1       | 2020                                                                                     |

*Fuentes: